# Jurij Sodol'
Jurij Ivanovyč Sodol' (in ucraino Ю́рій Іва́нович Со́доль?; Čuhuïv, 26 dicembre 1970) è un generale ucraino, ex comandante del Gruppo operativo-strategico "Chortycja" e del Comando interforze delle Forze Armate dell'Ucraina.

## Biografia
Nato a Čuhuïv, nella RSS Ucraina, in una famiglia di militari, nel 1988 si è diplomato in un liceo di Mariupol'. Dal 1988 al 1992 ha studiato presso la Scuola Superiore di Comando di Artiglieria di Sumy. Nel 2002 si è laureato presso l'Università Nazionale della Difesa dell'Ucraina. A partire dal 2003 ha prestato servizio nelle Forze aeromobili ucraine, al comando del gruppo d'artiglieria della 25ª Brigata aviotrasportata "Dnipropetrovs'k". Nel 2007 è stato nominato comandante della brigata, ruolo che ha ricoperto fino al 2015, affrontando quindi le prime e più intense fasi della guerra del Donbass. Dal 2015 ha ricoperto la carica di primo vice comandante delle Forze aeromobili ucraine. Nel 2018 viene nominato comandante del Corpo della fanteria di marina ucraina.
Nei primi giorni dell'invasione russa dell'Ucraina del 2022 prende parte alla battaglia di Volnovacha, azione per la quale verrà insignito del titolo di Eroe dell'Ucraina. In seguito è stato assegnato al comando del Gruppo operativo-tattico "Donec'k", con il quale nei primi mesi del 2023 ha gestito con successo le operazioni difensive presso Vuhledar. L'11 febbraio 2024 viene nominato comandante del Gruppo operativo-strategico "Chortycja" e del Comando Interforze delle Forze Armate dell'Ucraina.
Il 23 giugno 2024 è stato pubblicamente accusato da Bohdan Krotevyč, capo di stato maggiore della 12ª Brigata operazioni speciali "Azov", di aver causato perdite ingiustificate tra i soldati delle unità sotto il suo comando. Krotevyč ha chiesto all'Ufficio investigativo statale di aprire un'inchiesta nei confronti di Sodol', che il giorno successivo è stato rimosso dai propri incarichi. Secondo l'Ukraïns'ka pravda il 14 ottobre Sodol' è stato licenziato dal servizio militare sulla base delle conclusioni di una commissione medica militare.